# Parti socialiste-révolutionnaire de gauche
Le Parti socialiste-révolutionnaire de gauche, dit SR de gauche, est un parti politique russe né en septembre 1917 de la scission du Parti socialiste-révolutionnaire. 

## Historique
Les SR de gauche refusaient le soutien au Gouvernement provisoire d'Alexandre Kerensky, qui poursuivait la guerre. Favorables à la prise du pouvoir par les soviets, ils militent pour un gouvernement de coalition regroupant les divers socialistes, mais devant l’impossibilité d’une telle union, ils participent à partir de décembre 1917 à une coalition avec les seuls bolcheviks. 
En janvier 1918, les SR de gauche présentent Maria Spiridonova à la présidence de l'Assemblée constituante, mais elle n'est pas élue (malgré le soutien des bolcheviks). L'Assemblée, majoritairement hostile au pouvoir bolchevik, est dissoute sur ordre de Lénine. Réclamant la socialisation des terres en faveur des paysans, et en désaccord avec le manque de démocratie et avant tout avec les conditions du traité de Brest-Litovsk, le Parti socialiste-révolutionnaire de gauche sort du gouvernement en mars 1918, bien qu'il reste représenté dans beaucoup d'institutions soviétiques, par exemple la Tchéka. 
Dénonçant « l’abandon par les bolcheviks de la base même du socialisme international et révolutionnaire », les SR de gauche tentent une insurrection de juillet 1918. Des Tchékistes SR assassinent l'ambassadeur allemand, le comte Wilhelm von Mirbach, afin de provoquer l'annulation de la paix de Brest-Litovsk avec l'Allemagne. L'insurrection échoue. Le parti est alors interdit, de nombreux dirigeants et militants exécutés ou arrêtés, leur presse interdite. Le parti bolchevik devient pratiquement le parti unique de Russie (bien que les mencheviks continuent d'exister dans des conditions très difficiles, jusqu'à leur interdiction définitive en 1921).  
Certains SR de gauche poursuivront une activité militante clandestinement ou en exil, par exemple à Genève, où ils font paraître en 1918 la revue La Russie socialiste (qui porte comme nom complet du parti : « Parti des socialistes-révolutionnaires de gauche (internationalistes) »). Le parti va maintenir jusque dans les années 30 une ligne politique proche des communistes de gauche russe (Kommunist)[réf. nécessaire]. De très nombreux militants furent arrêtés, exécutés, ou périrent au Goulag sous le stalinisme.